# بوب بومان (لاعب كرة قاعدة أمريكي)
بوب بومان (بالإنجليزية: Bob Bowman)‏ هو لاعب كرة قاعدة أمريكي، ولد في 10 مايو 1930 في لايتونفيل في الولايات المتحدة، وتوفي في 27 يناير 2017 في سان خوسيه في الولايات المتحدة.

## وصلات خارجية
- بوب بومان (لاعب كرة قاعدة أمريكي) على موقع دوري كرة القاعدة الرئيسي (الإنجليزية)
- بوب بومان (لاعب كرة قاعدة أمريكي) على موقعبيزبول رفرنس.كوم (الدوري الرئيسي) (الإنجليزية)
- بوب بومان (لاعب كرة قاعدة أمريكي) على موقعبيزبول رفرنس.كوم (الدوري الثانوي) (الإنجليزية)
- بوب بومان (لاعب كرة قاعدة أمريكي) على موقع إي إس بي إن.كوم (أم.أل.بي) (الإنجليزية)
- بوب بومان (لاعب كرة قاعدة أمريكي) على موقع مشجعي الرسوم البيانية (الإنجليزية)